# Egesia di Cirene
Egesia di Cirene (in greco antico: Ἡγησίας?, Hēgēsías; ... – 290 a.C.) è stato un filosofo greco antico del IV secolo a.C., appartenente alla scuola dei cirenaici.

## Vita e pensiero
Allievo della scuola cirenaica, Egesia non ne abbandona il principio fondamentale secondo cui fine dell'uomo è la soddisfazione del proprio piacere (in greco antico: ἡδονή?, hēdoné) ma pessimisticamente dubita che questo si possa realizzare.
Per Egesia, infatti, non esistono altri valori della vita al di fuori del piacere dell'utilità:
(Diogene Laerzio, Vite dei filosofi, II, 93)
Ma i piaceri della vita spesso sono irraggiungibili, molti i dolori, incerta è la conoscenza e tutti gli eventi sono infine dominati da tyche, l'impersonale potenza del caso:
(Diogene Laerzio, Vite dei filosofi, II, 94)
Del resto per i seguaci di Egesia il piacere è legato alla mutevole e contingente sensibilità, è qualcosa di relativo all'individuo che lo prova:
(Diogene Laerzio, ibidem)
Per una estremizzazione della dottrina stoica e cinica, da cui vengono esclusi gli aspetti individualistici e moralistici, secondo Egesia il fine supremo dell'uomo sarebbe non solo l'indifferenza per ogni aspetto mondano dell'esistenza (evitando i mali più che procurarsi i beni, in questo modo più vicino ad Epicuro che ad Aristippo):
(Diogene Laerzio, Vite dei filosofi, II, 95 e sgg.)
ma anche la noncuranza tra la vita e la morte che sarebbe piuttosto da considerare desiderabile. 
(Diogene Laerzio, ibidem)
Il suo "edonismo negativo" («La morte ci divide dai mali, non dai beni, se badiamo al vero.») spinse in tal modo al suicidio diversi tra i suoi discepoli. Per questo motivo fu definito "persuasore di morte" (Πεισιθάνατος Peisithánatos), e gli fu proibito, da parte di Tolomeo I, l'insegnamento della sua dottrina nelle scuole di Alessandria.
(Cicerone, ibidem)

## Opere
In una sua opera, Αποκαρτερῶν ("Quello che si lascia morire"), Egesia esponeva la sua dottrina attraverso un suo discepolo deciso a lasciarsi morire per fame ma salvato alla fine dai suoi amici.
Non ci è pervenuto alcun frammento di opere a lui attribuibile . Ciò che è noto del suo pensiero e della sua vita è tramandato dagli autori successivi come Diogene Laerzio e Cicerone.